# Monte Carlo Masters 2002
Monte Carlo Masters 2002 — тенісний турнір, що проходив на кортах з твердим покриттям у місті Рокбрюн-Кап-Мартен, Франція з 15 квітня . Належав до категорії Tennis Masters Series, був турніром серії Мастерс Монте-Карло 2002 року.

## Фінальна частина

### Одиночний розряд
Хуан Карлос Ферреро —  Карлос Мойя 7–5, 6–3, 6–4

### Парний розряд
Йонас Бйоркман /  Тодд Вудбрідж —  Паул Гаргейс /  Євген Кафельников 6–3, 3–6, [10–7]